# Zonitis tenuicornis
Zonitis tenuicornis es una especie de coleóptero de la familia Meloidae.

## Distribución geográfica
Habita en Victoria (Australia).